# Lake McDonald Lodge
Le Lake McDonald Lodge est un logement historique situé à l'est du lac McDonald dans le parc national de Glacier dans le Montana aux États-Unis,. Le style architectural est basé sur le style « chalet suisse » à l'intérieur comme à l'extérieur. Les fondations sont faites en pierres sur lesquelles vient reposer une structure en bois.
Le lodge fut construit en 1913 par l'homme d'affaires John Lewis dans le but d'attirer des touristes dans le parc.
En 1930, le Great Northern Railway acheta l'hôtel par l'intermédiaire de sa filiale immobilière Glacier Park Company.  Le bâtiment principal fait partie de la liste des National Historic Landmarks depuis 1987.

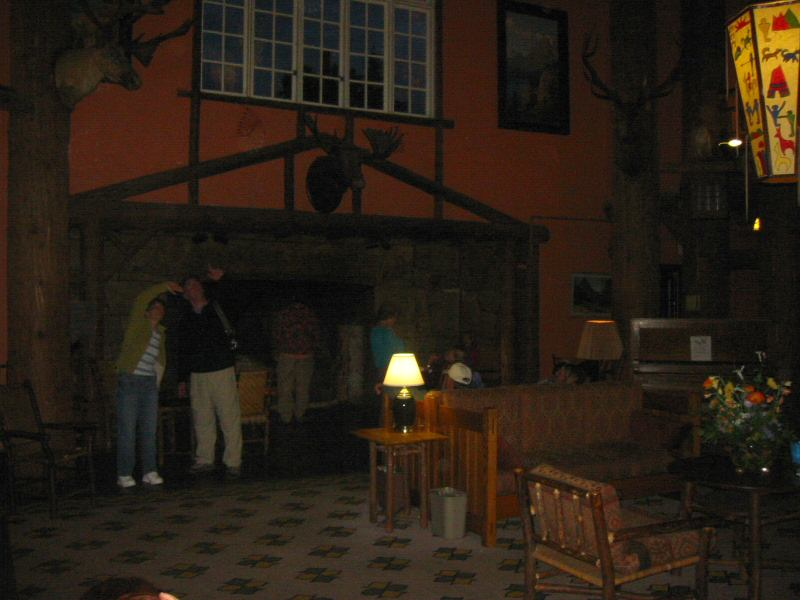
Le foyer dans le hall
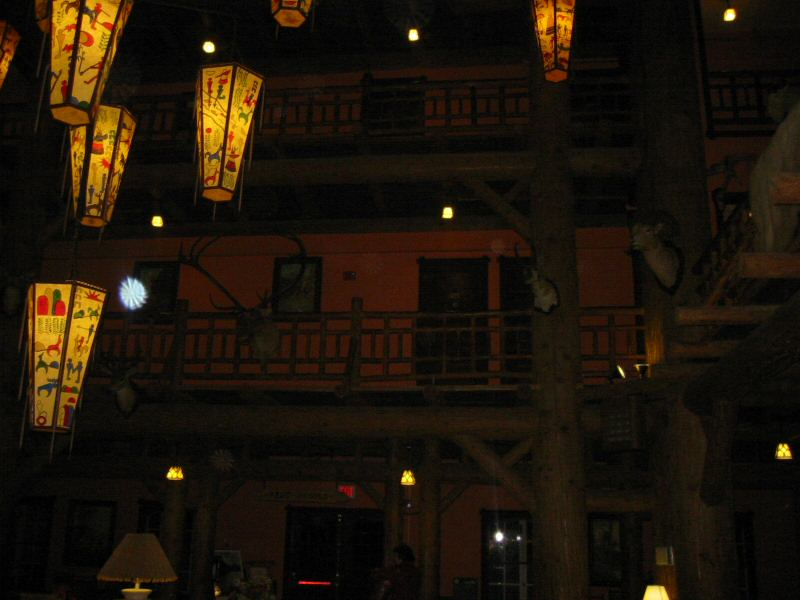
Intérieur
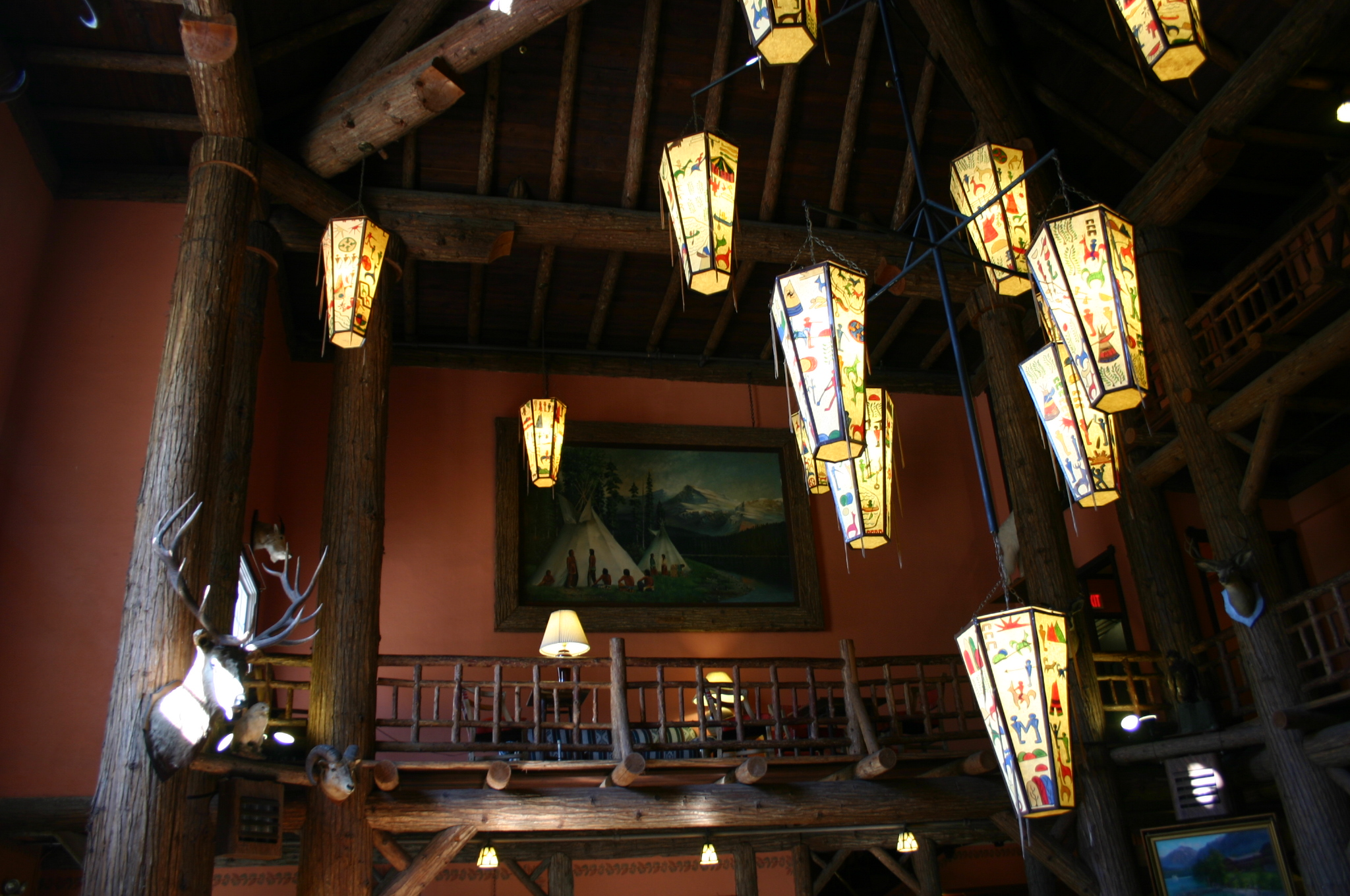
Lanternes dans le lobby